# Рекиничі
Рекиничі (рос. Рекиничи) — присілок у Лодєйнопольському районі Ленінградської області Російської Федерації.
Населення становить 17 осіб. Належить до муніципального утворення Доможировське сільське поселення.

## Історія
Згідно із законом від 20 вересня 2004 року № 63-оз належить до муніципального утворення Доможировське сільське поселення.

## Населення
| 1879 | 1885 | 1905 | 1927 | 1958 | 1997 | 2007 |
| ---- | ---- | ---- | ---- | ---- | ---- | ---- |
| 173  | ↗184 | ↗241 | ↗269 | ↘89  | ↘19  | ↗22  |
| 2010 | 2014 |      |      |      |      |      |
| →22  | ↘17  |      |      |      |      |      |